# Non aprite quel cancello 2
Non aprite quel cancello 2 (The Gate II: Trespassers) è un film del 1990, diretto da Tibor Takács.

## Trama
Terry (Louis Tripp), un ragazzo appassionato di occulto, pasticcia un po' troppo e in qualche modo evoca un mostriciattolo. Terry è un tipo solitario e deriso dai compagni: solo Liz (Pamela Segall) dimostra simpatia per lui. Solo che mal gliene incoglie perché la situazione precipita e lei si trova a essere la vittima sacrificale di un rito che dovrebbe essere officiato proprio da Terry in prossimità dell'ingresso dell'inferno.